# Динео
Динео (фр. Dinéault) је насељено место у Француској у региону Бретања, у департману Финистер.
По подацима из 2011. године у општини је живело 1756 становника, а густина насељености је износила 38,21 становника/km².

## Демографија
| 1962. | 1968. | 1975. | 1982. | 1990. | 2011. |
| ----- | ----- | ----- | ----- | ----- | ----- |
| 1.517 | 1.364 | 1.520 | 1.661 | 1.550 | 1.756 |